# نودار مگالوبلیشویلی
نودار مگالوبلیشویلی (گرجی: ნოდარ მგალობლიშვილი؛ ۱۵ ژوئیهٔ ۱۹۳۱ – ۲۶ مارس ۲۰۱۹) بازیگر سینما و تئاتر اهل شوروی و گرجستان بود.